# كاميرون بلفورد
كاميرون بلفورد (بالإنجليزية: Cameron Belford) هو لاعب كرة قدم بريطاني في مركز حراسة المرمى، ولد في 16 أكتوبر 1988 في نانيتون ‏ في المملكة المتحدة. لعب مع سويندون تاون وكوفنتري سيتي ونادي أكرينغتون ستانلي ونادي بوري ونادي تاموورث ونادي ريكسهام ونادي ساوثيند يونايتد ونادي مانسفيلد تاون ونادي ووستر سيتي.

## وصلات خارجية
- كاميرون بلفورد على موقع قاعدة بيانات كرة القدم.إي يو (الإنجليزية)
- كاميرون بلفورد على موقع Soccerbase.com (لاعب) (الإنجليزية)
- كاميرون بلفورد على موقع Soccerway.com (الإنجليزية)